# Großer Preis von Deutschland
Unter der Bezeichnung Großer Preis von Deutschland werden im Automobilsport hauptsächlich die Formel-1-Weltmeisterschaftsläufe in Deutschland ausgetragen. Es gab aber auch schon lange vor und auch noch nach der Einführung dieser Weltmeisterschaften Rennen mit diesem Prädikat, etwa das Formel-2-Rennen 1960 auf dem Nürburgring.

## Geschichte
Der Große Preis von Deutschland für Automobile wurde erstmals 1926 ausgetragen, zunächst als Sportwagen-Rennen auf der Berliner AVUS. Er wechselte im Folgejahr zum neu gebauten Nürburgring und wurde 1931 zum ersten Mal für Rennwagen (formelfrei), ab 1934 dann für die neue Grand-Prix-Formel ausgeschrieben. Von 1935 bis zum Ausbruch des Krieges zählten dabei, ebenso wie das Rennen von 1932, alle Läufe zur Fahrer-Europameisterschaft.
Der erste Große Preis von Deutschland nach dem Krieg wurde 1950 in der Formel 2 ausgetragen und zählte noch nicht zur gerade eingeführten Automobilweltmeisterschaft. Formel-1-Rennwagen kamen erstmals 1951 zum Einsatz, und das Rennen erhielt ebenfalls zum ersten Mal den Status eines Weltmeisterschaftslaufs. Doch schon 1952 und 1953 erfolgte die Rückkehr zur Formel 2, weil in diesen Jahren sämtliche Läufe zur Weltmeisterschaft (mit Ausnahme des Rennens in Indianapolis) in dieser Kategorie ausgetragen wurden. Mit Ausnahme von 1960, als auf der Südschleife des Nürburgrings erneut nur die Formel 2 zum Einsatz kam, zählen seit 1954 alle Rennen zur Weltmeisterschaft, wobei 1957 und 1958 sowie 1966, 1967 und 1969 neben der Formel 1 auch wieder Formel-2-Rennwagen in einer separaten Wertung mit am Start waren. Bis 1976 wurden alle Läufe auf der Nürburgring-Nordschleife ausgetragen, lediglich 1959 und 1970 gab es zwei Abstecher zur Berliner AVUS und an den Hockenheimring.
Von 1977 bis 1984 fanden die Rennen wieder auf dem Hockenheimring statt. 1985 kehrten sie einmal auf die neu gebaute Grand-Prix-Strecke des Nürburgrings zurück, verblieben aber ansonsten bis 2006 auf dem Hockenheimring.
2007 wurde kein Großer Preis von Deutschland ausgetragen, stattdessen fand ein Großer Preis von Europa auf dem Nürburgring statt. Von 2008 bis 2014 fand der Deutschland-Grand-Prix im Wechsel auf dem Hockenheimring und Nürburgring statt. In den Jahren 2015 und 2017 fand kein Großer Preis in Deutschland statt, da sich die Streckenbetreiber mit den Formel-1-Vermarktern finanziell nicht einigen konnten. 2016, 2018 und 2019 fand das Rennen auf dem Hockenheimring statt. Für 2020 war ursprünglich kein Rennen in Deutschland vorgesehen; aufgrund der Covid-19-Pandemie wurde als Ersatz für ausgefallene Rennen jedoch ein Grand Prix auf dem Nürburgring durchgeführt, der aus rechtlichen Gründen aber unter der Bezeichnung Großer Preis der Eifel vermarktet wurde. 2021 bis 2024 fand kein Großer Preis von Deutschland statt.

## Streckenführungen

1926, 1959: AVUS
1927–1929: Nürburgring Gesamtstrecke
1931–1958, 1961–1969, 1971–1976: Nürburgring Nordschleife
1960: Nürburgring Südschleife
1970, 1977–1984, 1986–2001: Hockenheimring
1985: Nürburgring, neue Grand-Prix-Strecke
2002–2019: Hockenheimring, neue Streckenführung (2009–2014 im Wechsel mit Nürburgring)
2009–2013: Nürburgring, mit Mercedes-Arena (2009–2013 im Wechsel mit Hockenheimring)

## Ergebnisse
| Auflage | Jahr          | Strecke                           | Klasse                            | Sieger                                               | Zweiter                                          | Dritter                                                   | Pole-Position                                     | Schnellste Runde                        |
| ------- | ------------- | --------------------------------- | --------------------------------- | ---------------------------------------------------- | ------------------------------------------------ | --------------------------------------------------------- | ------------------------------------------------- | --------------------------------------- |
| 01      | 1926          | Berlin                            | SW                                | Rudolf Caracciola (Mercedes-Benz)                    | Christian Riecken (NAG)                          | Willi Cleer (Alfa Romeo)                                  | unbekannt                                         | Ferdinando Minoia (OM)                  |
|         |               |                                   |                                   |                                                      |                                                  |                                                           |                                                   |                                         |
| 02      | 1927          | Nürburg                           | SW                                | Otto Merz (Mercedes-Benz)                            | Christian Werner (Mercedes-Benz)                 | Willy Walb (Mercedes-Benz)                                | unbekannt                                         | Christian Werner (Mercedes-Benz)        |
| 03      | 1928          | Nürburg                           | SW                                | Rudolf Caracciola / Christian Werner (Mercedes-Benz) | Otto Merz (Mercedes-Benz)                        | Willy Walb / Christian Werner (Mercedes-Benz)             | unbekannt                                         | Rudolf Caracciola (Mercedes-Benz)       |
| 04      | 1929          | Nürburg                           | SW                                | Louis Chiron (Bugatti)                               | Georges Philippe (Bugatti)                       | Max von Arco-Zinneberg / August Momberger (Mercedes-Benz) | unbekannt                                         | Louis Chiron (Bugatti)                  |
|         | 1930          | kein Großer Preis von Deutschland | kein Großer Preis von Deutschland | kein Großer Preis von Deutschland                    | kein Großer Preis von Deutschland                | kein Großer Preis von Deutschland                         | kein Großer Preis von Deutschland                 | kein Großer Preis von Deutschland       |
| 05      | 1931          | Nürburg                           | FL                                | Rudolf Caracciola (Mercedes-Benz)                    | Louis Chiron (Bugatti)                           | Achille Varzi (Bugatti)                                   | Manfred von Brauchitsch (Mercedes-Benz) (gesetzt) | Achille Varzi (Bugatti)                 |
| 06      | 1932          | Nürburg                           | FL                                | Rudolf Caracciola (Alfa Romeo)                       | Tazio Nuvolari (Alfa Romeo)                      | Baconin Borzacchini (Alfa Romeo)                          | Rudolf Caracciola (Alfa Romeo) (gelost)           | Tazio Nuvolari (Alfa Romeo)             |
|         | 1933          | kein Großer Preis von Deutschland | kein Großer Preis von Deutschland | kein Großer Preis von Deutschland                    | kein Großer Preis von Deutschland                | kein Großer Preis von Deutschland                         | kein Großer Preis von Deutschland                 | kein Großer Preis von Deutschland       |
| 07      | 1934          | Nürburg                           | GP                                | Hans Stuck (Auto Union)                              | Luigi Fagioli (Mercedes-Benz)                    | Louis Chiron (Alfa Romeo)                                 | Giovanni Minozzi (Alfa Romeo) (gelost)            | Hans Stuck (Auto Union)                 |
| 08      | 1935          | Nürburg                           | GP                                | Tazio Nuvolari (Alfa Romeo)                          | Hans Stuck (Auto Union)                          | Rudolf Caracciola (Mercedes-Benz)                         | Hans Stuck (Auto Union) (gelost)                  | Manfred von Brauchitsch (Mercedes-Benz) |
| 09      | 1936          | Nürburg                           | GP                                | Bernd Rosemeyer (Auto Union)                         | Hans Stuck (Auto Union)                          | Antonio Brivio (Alfa Romeo)                               | Jean-Pierre Wimille (Bugatti) (gelost)            | Bernd Rosemeyer (Auto Union)            |
| 10      | 1937          | Nürburg                           | GP                                | Rudolf Caracciola (Mercedes-Benz)                    | Manfred von Brauchitsch (Mercedes-Benz)          | Bernd Rosemeyer (Auto Union)                              | Bernd Rosemeyer (Auto Union)                      | Bernd Rosemeyer (Auto Union)            |
| 11      | 1938          | Nürburg                           | GP                                | Richard Seaman (Mercedes-Benz)                       | Rudolf Caracciola / Hermann Lang (Mercedes-Benz) | Hans Stuck (Auto Union)                                   | Manfred von Brauchitsch (Mercedes-Benz)           | Richard Seaman (Mercedes-Benz)          |
| 12      | 1939          | Nürburg                           | GP                                | Rudolf Caracciola (Mercedes-Benz)                    | Hermann Paul Müller (Auto Union)                 | Paul Pietsch (Maserati)                                   | Hermann Lang (Mercedes-Benz)                      | Rudolf Caracciola (Mercedes-Benz)       |
|         | 1940 bis 1949 | kein Großer Preis von Deutschland | kein Großer Preis von Deutschland | kein Großer Preis von Deutschland                    | kein Großer Preis von Deutschland                | kein Großer Preis von Deutschland                         | kein Großer Preis von Deutschland                 | kein Großer Preis von Deutschland       |
| 13      | 1950          | Nürburg                           | F2                                | Alberto Ascari (Ferrari)                             | André Simon (Simca-Gordini)                      | Maurice Trintignant (Simca-Gordini)                       | Alberto Ascari (Ferrari)                          | Alberto Ascari (Ferrari)                |
| 14      | 1951          | Nürburg                           | F1                                | Alberto Ascari (Ferrari)                             | Juan Manuel Fangio (Alfa Romeo)                  | José Froilán González (Ferrari)                           | Alberto Ascari (Ferrari)                          | Juan Manuel Fangio (Alfa Romeo)         |
| 15      | 1952          | Nürburg                           | F1                                | Alberto Ascari (Ferrari)                             | Giuseppe Farina (Ferrari)                        | Rudolf Fischer (Ferrari)                                  | Alberto Ascari (Ferrari)                          | Alberto Ascari (Ferrari)                |
| 16      | 1953          | Nürburg                           | F1                                | Giuseppe Farina (Ferrari)                            | Juan Manuel Fangio (Maserati)                    | Mike Hawthorn (Ferrari)                                   | Alberto Ascari (Ferrari)                          | Alberto Ascari (Ferrari)                |
| 17      | 1954          | Nürburg                           | F1                                | Juan Manuel Fangio (Mercedes)                        | José Froilán González / Mike Hawthorn (Ferrari)  | Maurice Trintignant (Ferrari)                             | Juan Manuel Fangio (Mercedes)                     | Karl Kling (Rennfahrer) (Mercedes)      |
|         | 1955          | kein Großer Preis von Deutschland | kein Großer Preis von Deutschland | kein Großer Preis von Deutschland                    | kein Großer Preis von Deutschland                | kein Großer Preis von Deutschland                         | kein Großer Preis von Deutschland                 | kein Großer Preis von Deutschland       |
| 18      | 1956          | Nürburg                           | F1                                | Juan Manuel Fangio (Ferrari)                         | Stirling Moss (Maserati)                         | Jean Behra (Maserati)                                     | Juan Manuel Fangio (Ferrari)                      | Juan Manuel Fangio (Ferrari)            |
| 19      | 1957          | Nürburg                           | F1                                | Juan Manuel Fangio (Maserati)                        | Mike Hawthorn (Ferrari)                          | Peter Collins (Ferrari)                                   | Juan Manuel Fangio (Maserati)                     | Juan Manuel Fangio (Maserati)           |
| 20      | 1958          | Nürburg                           | F1                                | Tony Brooks (Vanwall)                                | Roy Salvadori (Cooper-Climax)                    | Maurice Trintignant (Cooper-Climax)                       | Mike Hawthorn (Ferrari)                           | Stirling Moss (Vanwall)                 |
|         |               |                                   |                                   |                                                      |                                                  |                                                           |                                                   |                                         |
| 21      | 1959          | Berlin                            | F1                                | Tony Brooks (Ferrari)                                | Dan Gurney (Ferrari)                             | Phil Hill (Ferrari)                                       | Tony Brooks (Ferrari)                             | Tony Brooks (Ferrari)                   |
|         |               |                                   |                                   |                                                      |                                                  |                                                           |                                                   |                                         |
| 22      | 1960          | Nürburg                           | F2                                | Joakim Bonnier                                       | Wolfgang von Trips                               | Jack Brabham                                              | Wolfgang von Trips                                | Joakim Bonnier                          |
| 23      | 1961          | Nürburg                           | F1                                | Stirling Moss (Lotus-Climax)                         | Wolfgang von Trips (Ferrari)                     | Phil Hill (Ferrari)                                       | Phil Hill (Ferrari)                               | Phil Hill (Ferrari)                     |
| 24      | 1962          | Nürburg                           | F1                                | Graham Hill (B.R.M.)                                 | John Surtees (Lola-Climax)                       | Dan Gurney (Porsche)                                      | Dan Gurney (Porsche)                              | Graham Hill (B.R.M.)                    |
| 25      | 1963          | Nürburg                           | F1                                | John Surtees (Ferrari)                               | Jim Clark (Lotus-Climax)                         | Richie Ginther (B.R.M.)                                   | Jim Clark (Lotus-Climax)                          | John Surtees (Ferrari)                  |
| 26      | 1964          | Nürburg                           | F1                                | John Surtees (Ferrari)                               | Graham Hill (B.R.M.)                             | Lorenzo Bandini (Ferrari)                                 | John Surtees (Ferrari)                            | John Surtees (Ferrari)                  |
| 27      | 1965          | Nürburg                           | F1                                | Jim Clark (Lotus-Climax)                             | Graham Hill (B.R.M.)                             | Dan Gurney (Brabham-Climax)                               | Jim Clark (Lotus-Climax)                          | Jim Clark (Lotus-Climax)                |
| 28      | 1966          | Nürburg                           | F1                                | Jack Brabham (Brabham-Repco)                         | John Surtees (Cooper-Maserati)                   | Jochen Rindt (Cooper-Maserati)                            | Jim Clark (Lotus-Climax)                          | John Surtees (Cooper-Maserati)          |
| 29      | 1967          | Nürburg                           | F1                                | Denis Hulme (Brabham-Repco)                          | Jack Brabham (Brabham-Repco)                     | Chris Amon (Ferrari)                                      | Jim Clark (Lotus-Ford)                            | Dan Gurney (Eagle-Weslake)              |
| 30      | 1968          | Nürburg                           | F1                                | Jackie Stewart (Matra-Ford)                          | Graham Hill (Lotus-Ford)                         | Jochen Rindt (Brabham-Repco)                              | Jacky Ickx (Ferrari)                              | Jackie Stewart (Matra-Ford)             |
| 31      | 1969          | Nürburg                           | F1                                | Jacky Ickx (Brabham-Ford)                            | Jackie Stewart (Matra-Ford)                      | Bruce McLaren (McLaren-Ford)                              | Jacky Ickx (Brabham-Ford)                         | Jacky Ickx (Brabham-Ford)               |
|         |               |                                   |                                   |                                                      |                                                  |                                                           |                                                   |                                         |
| 32      | 1970          | Hockenheim                        | F1                                | Jochen Rindt (Lotus-Ford)                            | Jacky Ickx (Brabham-Ford)                        | Denis Hulme (McLaren-Ford)                                | Jacky Ickx (Brabham-Ford)                         | Jacky Ickx (Brabham-Ford)               |
|         |               |                                   |                                   |                                                      |                                                  |                                                           |                                                   |                                         |
| 33      | 1971          | Nürburg                           | F1                                | Jackie Stewart (Tyrrell-Ford)                        | François Cevert (Tyrrell-Ford)                   | Clay Regazzoni (Ferrari)                                  | Jackie Stewart (Tyrrell-Ford)                     | François Cevert (Tyrrell-Ford)          |
| 34      | 1972          | Nürburg                           | F1                                | Jacky Ickx (Ferrari)                                 | Clay Regazzoni (Ferrari)                         | Ronnie Peterson (March-Ford)                              | Jacky Ickx (Ferrari)                              | Jacky Ickx (Ferrari)                    |
| 35      | 1973          | Nürburg                           | F1                                | Jackie Stewart (Tyrrell-Ford)                        | François Cevert (Tyrrell-Ford)                   | Jacky Ickx (McLaren-Ford)                                 | Jackie Stewart (Tyrrell-Ford)                     | Carlos Pace (Surtees-Ford)              |
| 36      | 1974          | Nürburg                           | F1                                | Clay Regazzoni (Ferrari)                             | Jody Scheckter (Tyrrell-Ford)                    | Carlos Reutemann (Brabham-Ford)                           | Niki Lauda (Ferrari)                              | Jody Scheckter (Tyrrell-Ford)           |
| 37      | 1975          | Nürburg                           | F1                                | Carlos Reutemann (Brabham-Ford)                      | Jacques Laffite (Williams-Ford)                  | Niki Lauda (Ferrari)                                      | Niki Lauda (Ferrari)                              | Clay Regazzoni (Ferrari)                |
| 38      | 1976          | Nürburg                           | F1                                | James Hunt (McLaren-Ford)                            | Jody Scheckter (Tyrrell-Ford)                    | Jochen Mass (McLaren-Ford)                                | James Hunt (McLaren-Ford)                         | Jody Scheckter (Tyrrell-Ford)           |
|         |               |                                   |                                   |                                                      |                                                  |                                                           |                                                   |                                         |
| 39      | 1977          | Hockenheim                        | F1                                | Niki Lauda (Ferrari)                                 | Jody Scheckter (Wolf-Ford)                       | Hans Joachim Stuck (Brabham-Alfa Romeo)                   | Jody Scheckter (Wolf-Ford)                        | Niki Lauda (Ferrari)                    |
| 40      | 1978          | Hockenheim                        | F1                                | Mario Andretti (Lotus-Ford)                          | Jody Scheckter (Wolf-Ford)                       | Jacques Laffite (Ligier-Matra)                            | Mario Andretti (Lotus-Ford)                       | Ronnie Peterson (Lotus-Ford)            |
| 41      | 1979          | Hockenheim                        | F1                                | Alan Jones (Williams-Ford)                           | Clay Regazzoni (Williams-Ford)                   | Jacques Laffite (Ligier-Ford)                             | Jean-Pierre Jabouille (Renault)                   | Gilles Villeneuve (Ferrari)             |
| 42      | 1980          | Hockenheim                        | F1                                | Jacques Laffite (Ligier-Ford)                        | Carlos Reutemann (Williams-Ford)                 | Alan Jones (Williams-Ford)                                | Alan Jones (Williams-Ford)                        | Alan Jones (Williams-Ford)              |
| 43      | 1981          | Hockenheim                        | F1                                | Nelson Piquet (Brabham-Ford)                         | Alain Prost (Renault)                            | Jacques Laffite (Ligier-Matra)                            | Alain Prost (Renault)                             | Alan Jones (Williams-Ford)              |
| 44      | 1982          | Hockenheim                        | F1                                | Patrick Tambay (Ferrari)                             | René Arnoux (Renault)                            | Keke Rosberg (Williams-Ford)                              | Didier Pironi (Ferrari)                           | Nelson Piquet (Brabham-BMW)             |
| 45      | 1983          | Hockenheim                        | F1                                | René Arnoux (Ferrari)                                | Andrea de Cesaris (Alfa Romeo)                   | Riccardo Patrese (Brabham-BMW)                            | Patrick Tambay (Ferrari)                          | René Arnoux (Ferrari)                   |
| 46      | 1984          | Hockenheim                        | F1                                | Alain Prost (McLaren-TAG)                            | Niki Lauda (McLaren-TAG)                         | Derek Warwick (Renault)                                   | Alain Prost (McLaren-TAG)                         | Alain Prost (McLaren-TAG)               |
|         |               |                                   |                                   |                                                      |                                                  |                                                           |                                                   |                                         |
| 47      | 1985          | Nürburg                           | F1                                | Michele Alboreto (Ferrari)                           | Alain Prost (McLaren-TAG)                        | Jacques Laffite (Ligier-Renault)                          | Teo Fabi (Toleman-Hart)                           | Niki Lauda (McLaren-TAG)                |
|         |               |                                   |                                   |                                                      |                                                  |                                                           |                                                   |                                         |
| 48      | 1986          | Hockenheim                        | F1                                | Nelson Piquet (Williams-Honda)                       | Ayrton Senna (Lotus-Renault)                     | Nigel Mansell (Williams-Honda)                            | Keke Rosberg (McLaren-TAG)                        | Gerhard Berger (Benetton-BMW)           |
| 49      | 1987          | Hockenheim                        | F1                                | Nelson Piquet (Williams-Honda)                       | Stefan Johansson (McLaren-TAG)                   | Ayrton Senna (Lotus-Honda)                                | Nigel Mansell (Williams-Honda)                    | Nigel Mansell (Williams-Honda)          |
| 50      | 1988          | Hockenheim                        | F1                                | Ayrton Senna (McLaren-Honda)                         | Alain Prost (McLaren-Honda)                      | Gerhard Berger (Ferrari)                                  | Ayrton Senna (McLaren-Honda)                      | Alessandro Nannini (Benetton-Ford)      |
| 51      | 1989          | Hockenheim                        | F1                                | Ayrton Senna (McLaren-Honda)                         | Alain Prost (McLaren-Honda)                      | Nigel Mansell (Ferrari)                                   | Ayrton Senna (McLaren-Honda)                      | Ayrton Senna (McLaren-Honda)            |
| 52      | 1990          | Hockenheim                        | F1                                | Ayrton Senna (McLaren-Honda)                         | Alessandro Nannini (Benetton-Ford)               | Gerhard Berger (McLaren-Honda)                            | Ayrton Senna (McLaren-Honda)                      | Thierry Boutsen (Williams-Renault)      |
| 53      | 1991          | Hockenheim                        | F1                                | Nigel Mansell (Williams-Renault)                     | Riccardo Patrese (Williams-Renault)              | Jean Alesi (Ferrari)                                      | Nigel Mansell (Williams-Renault)                  | Riccardo Patrese (Williams-Renault)     |
| 54      | 1992          | Hockenheim                        | F1                                | Nigel Mansell (Williams-Renault)                     | Ayrton Senna (McLaren-Honda)                     | Michael Schumacher (Benetton-Ford)                        | Nigel Mansell (Williams-Renault)                  | Riccardo Patrese (Williams-Renault)     |
| 55      | 1993          | Hockenheim                        | F1                                | Alain Prost (Williams-Renault)                       | Michael Schumacher (Benetton-Ford)               | Mark Blundell (Ligier-Renault)                            | Alain Prost (Williams-Renault)                    | Michael Schumacher (Benetton-Ford)      |
| 56      | 1994          | Hockenheim                        | F1                                | Gerhard Berger (Ferrari)                             | Olivier Panis (Ligier-Renault)                   | Éric Bernard (Ligier-Renault)                             | Gerhard Berger (Ferrari)                          | David Coulthard (Williams-Renault)      |
| 57      | 1995          | Hockenheim                        | F1                                | Michael Schumacher (Benetton-Renault)                | David Coulthard (Williams-Renault)               | Gerhard Berger (Ferrari)                                  | Damon Hill (Williams-Renault)                     | Michael Schumacher (Benetton-Renault)   |
| 58      | 1996          | Hockenheim                        | F1                                | Damon Hill (Williams-Renault)                        | Jean Alesi (Benetton-Renault)                    | Jacques Villeneuve (Williams-Renault)                     | Damon Hill (Williams-Renault)                     | Damon Hill (Williams-Renault)           |
| 59      | 1997          | Hockenheim                        | F1                                | Gerhard Berger (Benetton-Renault)                    | Michael Schumacher (Ferrari)                     | Mika Häkkinen (McLaren-Mercedes)                          | Gerhard Berger (Benetton-Renault)                 | Gerhard Berger (Benetton-Renault)       |
| 60      | 1998          | Hockenheim                        | F1                                | Mika Häkkinen (McLaren-Mercedes)                     | David Coulthard (McLaren-Mercedes)               | Jacques Villeneuve (Williams-Mecachrome)                  | Mika Häkkinen (McLaren-Mercedes)                  | David Coulthard (McLaren-Mercedes)      |
| 61      | 1999          | Hockenheim                        | F1                                | Eddie Irvine (Ferrari)                               | Mika Salo (Ferrari)                              | Heinz-Harald Frentzen (Jordan-Mugen-Honda)                | Mika Häkkinen (McLaren-Mercedes)                  | David Coulthard (McLaren-Mercedes)      |
| 62      | 2000          | Hockenheim                        | F1                                | Rubens Barrichello (Ferrari)                         | Mika Häkkinen (McLaren-Mercedes)                 | David Coulthard (McLaren-Mercedes)                        | Rubens Barrichello (Ferrari)                      | David Coulthard (McLaren-Mercedes)      |
| 63      | 2001          | Hockenheim                        | F1                                | Ralf Schumacher (Williams-BMW)                       | Rubens Barrichello (Ferrari)                     | Jacques Villeneuve (BAR-Honda)                            | Juan Pablo Montoya (Williams-BMW)                 | Juan Pablo Montoya (Williams-BMW)       |
| 64      | 2002          | Hockenheim                        | F1                                | Michael Schumacher (Ferrari)                         | Juan Pablo Montoya (Williams-BMW)                | Ralf Schumacher (Williams-BMW)                            | Michael Schumacher (Ferrari)                      | Michael Schumacher (Ferrari)            |
| 65      | 2003          | Hockenheim                        | F1                                | Juan Pablo Montoya (Williams-BMW)                    | David Coulthard (McLaren-Mercedes)               | Jarno Trulli (Renault)                                    | Juan Pablo Montoya (Williams-BMW)                 | Juan Pablo Montoya (Williams-BMW)       |
| 66      | 2004          | Hockenheim                        | F1                                | Michael Schumacher (Ferrari)                         | Jenson Button (BAR-Honda)                        | Fernando Alonso (Renault)                                 | Michael Schumacher (Ferrari)                      | Kimi Räikkönen (McLaren-Mercedes)       |
| 67      | 2005          | Hockenheim                        | F1                                | Fernando Alonso (Renault)                            | Juan Pablo Montoya (McLaren-Mercedes)            | Jenson Button (BAR-Honda)                                 | Kimi Räikkönen (McLaren-Mercedes)                 | Kimi Räikkönen (McLaren-Mercedes)       |
| 68      | 2006          | Hockenheim                        | F1                                | Michael Schumacher (Ferrari)                         | Felipe Massa (Ferrari)                           | Kimi Räikkönen (McLaren-Mercedes)                         | Kimi Räikkönen (McLaren-Mercedes)                 | Michael Schumacher (Ferrari)            |
|         | 2007          | kein Großer Preis von Deutschland | kein Großer Preis von Deutschland | kein Großer Preis von Deutschland                    | kein Großer Preis von Deutschland                | kein Großer Preis von Deutschland                         | kein Großer Preis von Deutschland                 | kein Großer Preis von Deutschland       |
| 69      | 2008          | Hockenheim                        | F1                                | Lewis Hamilton (McLaren-Mercedes)                    | Nelson Piquet jr. (Renault)                      | Felipe Massa (Ferrari)                                    | Lewis Hamilton (McLaren-Mercedes)                 | Nick Heidfeld (BMW Sauber)              |
|         |               |                                   |                                   |                                                      |                                                  |                                                           |                                                   |                                         |
| 70      | 2009          | Nürburg                           | F1                                | Mark Webber (Red Bull-Renault)                       | Sebastian Vettel (Red Bull-Renault)              | Felipe Massa (Ferrari)                                    | Mark Webber (Red Bull-Renault)                    | Fernando Alonso (Renault)               |
|         |               |                                   |                                   |                                                      |                                                  |                                                           |                                                   |                                         |
| 71      | 2010          | Hockenheim                        | F1                                | Fernando Alonso (Ferrari)                            | Felipe Massa (Ferrari)                           | Sebastian Vettel (Red Bull-Renault)                       | Sebastian Vettel (Red Bull-Renault)               | Sebastian Vettel (Red Bull-Renault)     |
|         |               |                                   |                                   |                                                      |                                                  |                                                           |                                                   |                                         |
| 72      | 2011          | Nürburg                           | F1                                | Lewis Hamilton (McLaren-Mercedes)                    | Fernando Alonso (Ferrari)                        | Mark Webber (Red Bull-Renault)                            | Mark Webber (Red Bull-Renault)                    | Lewis Hamilton (McLaren-Mercedes)       |
|         |               |                                   |                                   |                                                      |                                                  |                                                           |                                                   |                                         |
| 73      | 2012          | Hockenheim                        | F1                                | Fernando Alonso (Ferrari)                            | Jenson Button (McLaren-Mercedes)                 | Kimi Räikkönen (Lotus-Renault)                            | Fernando Alonso (Ferrari)                         | Michael Schumacher (Mercedes)           |
|         |               |                                   |                                   |                                                      |                                                  |                                                           |                                                   |                                         |
| 74      | 2013          | Nürburg                           | F1                                | Sebastian Vettel (Red Bull-Renault)                  | Kimi Räikkönen (Lotus-Renault)                   | Romain Grosjean (Lotus-Renault)                           | Lewis Hamilton (Mercedes)                         | Fernando Alonso (Ferrari)               |
|         |               |                                   |                                   |                                                      |                                                  |                                                           |                                                   |                                         |
| 75      | 2014          | Hockenheim                        | F1                                | Nico Rosberg (Mercedes)                              | Valtteri Bottas (Williams-Mercedes)              | Lewis Hamilton (Mercedes)                                 | Nico Rosberg (Mercedes)                           | Lewis Hamilton (Mercedes)               |
|         | 2015          | kein Großer Preis von Deutschland | kein Großer Preis von Deutschland | kein Großer Preis von Deutschland                    | kein Großer Preis von Deutschland                | kein Großer Preis von Deutschland                         | kein Großer Preis von Deutschland                 | kein Großer Preis von Deutschland       |
| 76      | 2016          | Hockenheim                        | F1                                | Lewis Hamilton (Mercedes)                            | Daniel Ricciardo (Red Bull-TAG Heuer)            | Max Verstappen (Red Bull-TAG Heuer)                       | Nico Rosberg (Mercedes)                           | Daniel Ricciardo (Red Bull-TAG Heuer)   |
|         | 2017          | kein Großer Preis von Deutschland | kein Großer Preis von Deutschland | kein Großer Preis von Deutschland                    | kein Großer Preis von Deutschland                | kein Großer Preis von Deutschland                         | kein Großer Preis von Deutschland                 | kein Großer Preis von Deutschland       |
| 77      | 2018          | Hockenheim                        | F1                                | Lewis Hamilton (Mercedes)                            | Valtteri Bottas (Mercedes)                       | Kimi Räikkönen (Ferrari)                                  | Sebastian Vettel (Ferrari)                        | Lewis Hamilton (Mercedes)               |
| 78      | 2019          | Hockenheim                        | F1                                | Max Verstappen (Red Bull-Honda)                      | Sebastian Vettel (Ferrari)                       | Daniil Kwjat (Toro Rosso-Honda)                           | Lewis Hamilton (Mercedes)                         | Max Verstappen (Red Bull-Honda)         |
|         | seit 2020     | kein Großer Preis von Deutschland | kein Großer Preis von Deutschland | kein Großer Preis von Deutschland                    | kein Großer Preis von Deutschland                | kein Großer Preis von Deutschland                         | kein Großer Preis von Deutschland                 | kein Großer Preis von Deutschland       |

| Legende   | Legende                                                                                              | Legende                                                     |
| Abkürzung | Klasse                                                                                               | Kommentar                                                   |
| --------- | --- | ----------------------------------------------------------- |
| F1        | Formel 1                                                                                             | Formel-1-Weltmeisterschaft ab 1950                          |
| F2        | Formel 2                                                                                             |                                                             |
| FL        | Formula libre                                                                                        | Fahrzeugklasse in der Regel vom Veranstalter ausgeschrieben |
| SW        | Sportwagen                                                                                           |                                                             |
| TW        | Tourenwagen                                                                                          |                                                             |
| GP        | Grand-Prix-Fahrzeuge                                                                                 |                                                             |
|           | ↓ Durchgehende graue Linien zeigen an, wann in der Geschichte auf einem neuen Kurs gefahren wurde. ↓ |                                                             |
|           | |                                                             |
|           | Einträge mit hellrotem Hintergrund waren keine Läufe zur Automobil- bzw. Formel-1-Weltmeisterschaft. |                                                             |
|           | Einträge mit gelbem Hintergrund waren Läufe zur Europameisterschaft.                                 |                                                             |

1. 1 2  Die Rennen der Automobilweltmeisterschaft (Formel 1), wurden in den Saisons 1952 und 1953 nach dem Reglement der Formel 2 ausgetragen.
2. 1 2 3 4 5 6  Um die Starterfelder aufzufüllen, waren beim Großen Preis von Deutschland auch Formel-2-Fahrzeuge zugelassen. Die Ergebnisse der Formel-2-Starter wurden nicht in der Weltmeisterschaftswertung gezählt.

## Andere Formel-1-Rennen in Deutschland
1954 wurde auf der AVUS ein nicht zur WM zählendes Formel-1-Rennen ausgetragen, ebenso von 1961 bis 1964 auf der Solitude-Rennstrecke. Außerdem gab es bei den Bergrennen am Schauinsland 1950 und 1951 eine getrennte Wertung für Formel-1-Rennwagen. Zwischen 1995 und 2007 fanden auf dem Nürburgring zusätzliche zur Weltmeisterschaft zählende Formel-1-Läufe statt, die wechselnd die Bezeichnungen „Großer Preis von Luxemburg“ und „Großer Preis von Europa“ trugen. In der Saison 2020 wurde auf dem Nürburgring der „Große Preis der Eifel“ ausgetragen.